# TAROM

Un TAROM Airbus A318

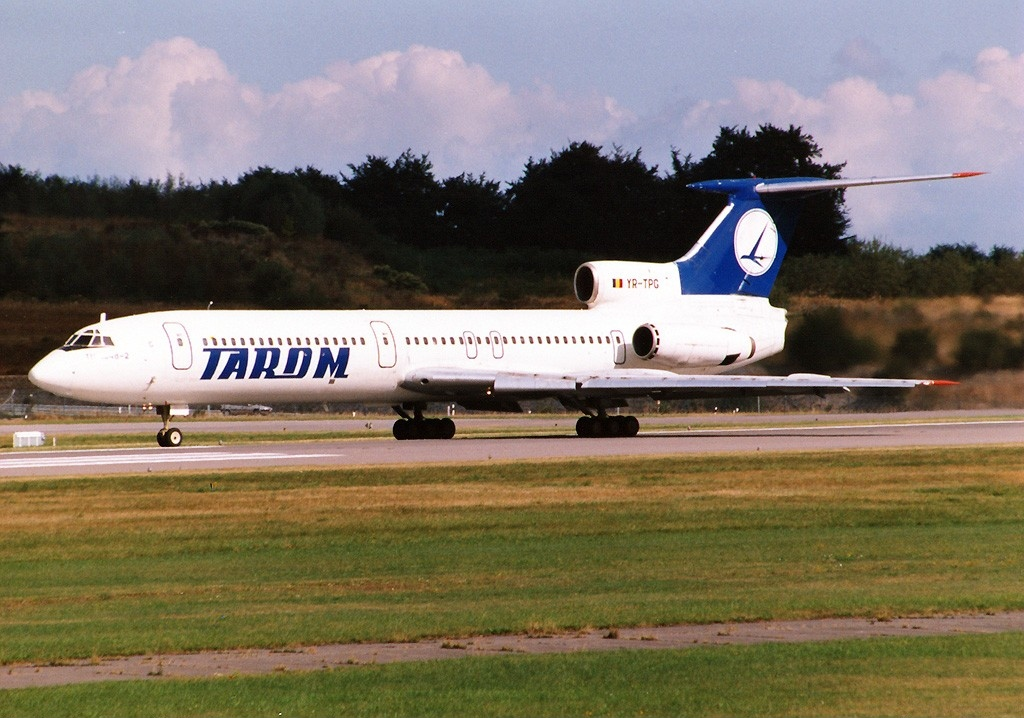
Un TAROM Tupolev Tu-154E

S.C. Transporturile Aeriene Române S.A. (TAROM) este transportatorul de pavilion român (national flag carrier) și cea mai veche companie aeriană din România cu sediul în Otopeni, în apropiere de București. Sediul central și centrul său principal sunt la Aeroportul Internațional Henri Coandă. În prezent, este cea de-a doua companie de transport aerian din România, bazată pe destinații internaționale, zboruri internaționale și cea de-a treia cea mai mare, măsurată prin dimensiunea flotei și a numărului de pasageri transportați.
Este membru al alianței Skyteam, din Iunie 2010, dupa finalizarea a unui program de integrare care a durat 2 ani.
Compania avea o cotă de piață de 34% în anul 2007 și aproximativ 30% în anul 2008. În 2015 Tarom a transportat 2,39 de milioane de pasageri și mai beneficia de o cotă de piață de 22%.

## Istoric

### Începuturile

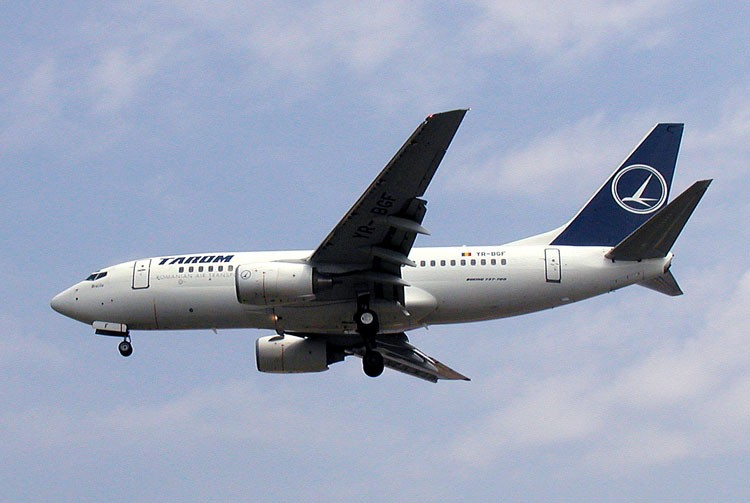
TAROM Boeing 737

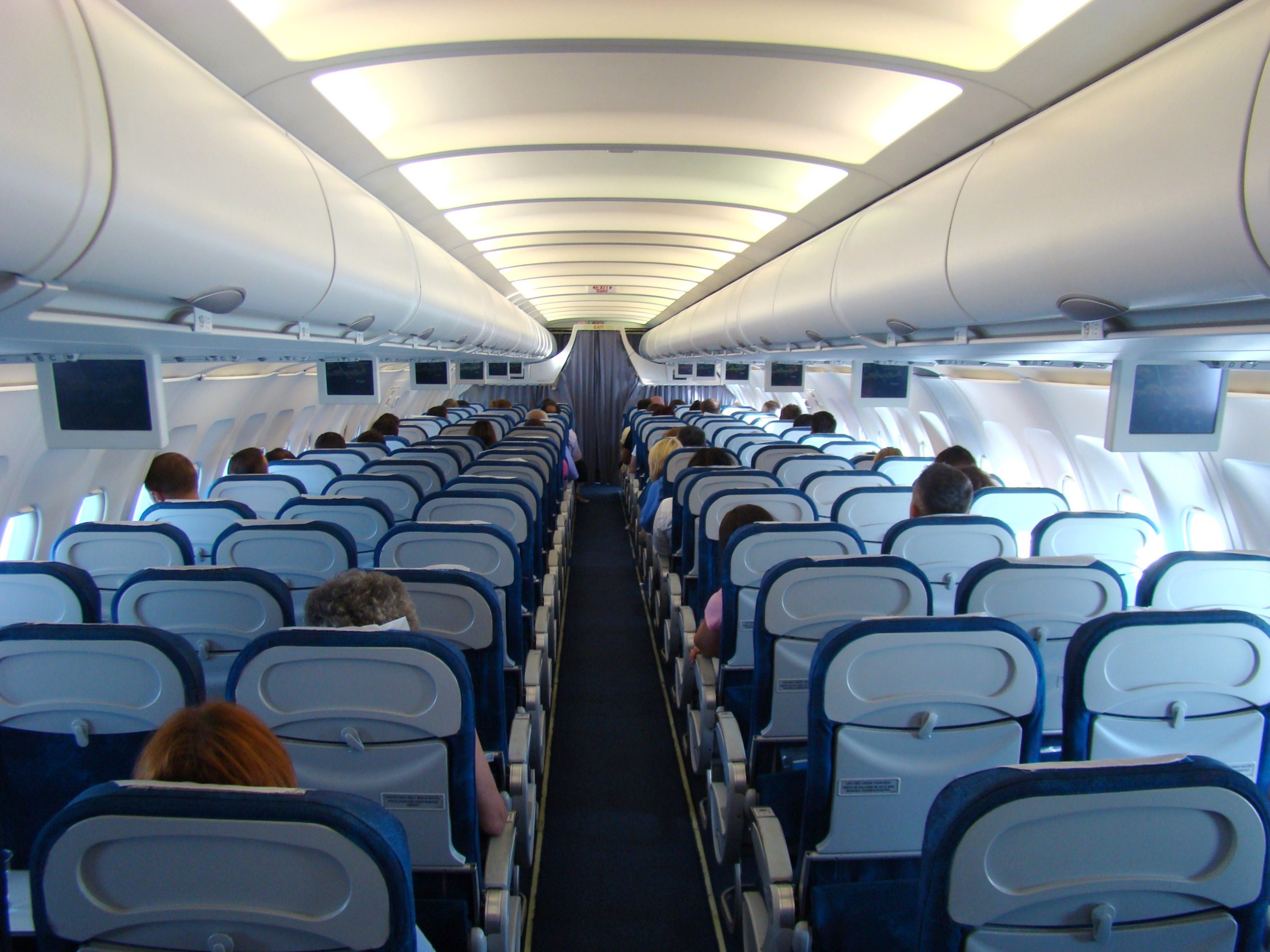
Airbus A318 „Smaranda Brăescu” aparținând companiei TAROM

TAROM își are originile în anul 1930, odată cu înființarea LARES (Liniile Aeriene Române Exploatate de Stat). În 1937, LARES a fuzionat cu principalul său adversar, SARTA (Societatea Anonimă Română de Transporturi Aeriene), sub denumirea Liniile Aeriene Române Exploatate cu Statul.

### După al doilea război mondial
La 8 august 1945 LARES se desființează, patrimoniul său fiind preluat de nou înființată societate TARS (Societatea de Transporturi Aeriene Româno-Sovietice). Compania era în subordinea atât a guvernului român, cât și a celui sovietic. Începând cu data de 1 februarie 1946 au fost înființate zboruri interne de la aeroportul Băneasa din București. În data de 18 septembrie 1954 compania a devenit TAROM (Transporturile Aeriene Române). În decurs de 6 ani compania a reușit să se conecteze la principalele capitale europene. Încă 6 ani au trebuit până la primul zbor transatlantic. În 1974 TAROM a început zboruri către Aeroportul Internațional John F. Kennedy din New York și spre Australia, zburând la Sydney, via Calcutta. 

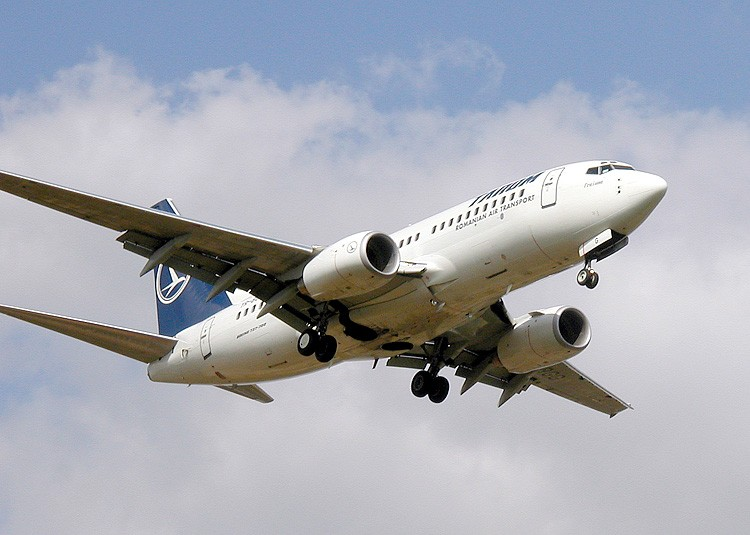
TAROM Boeing 737

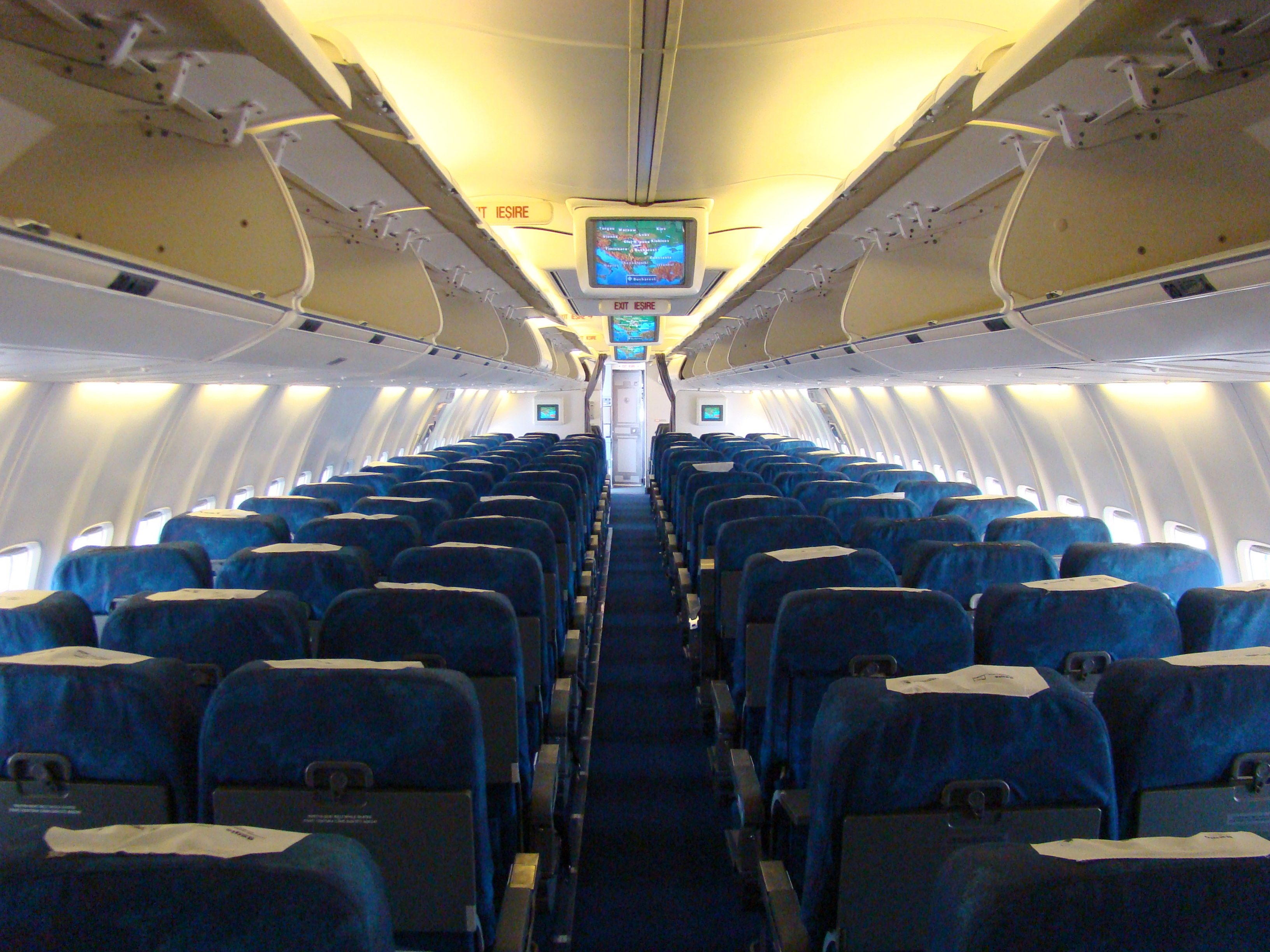
Cabina pasagerilor TAROM Boeing 737-700 „Craiova”

În anii 1950 și 1960, România fiind o țară din blocul estic, TAROM a fost forțată să cumpere doar aeronave sovietice. După 1970, alături de JAT, a fost printre puținele linii aeriene din blocul estic care a introdus și avioane produse în SUA și Europa de Vest, printre care BAC 1-11 și Boeing 707. În anii 1980, TAROM a achiziționat cele câteva aeronave Rombac produse sub licență britanică în România.

### În anii '90
După căderea regimului Ceaușescu TAROM a putut să cumpere mai multe avioane produse în Occident. În 1993 TAROM efectua zboruri din România către Montreal și Bangkok folosind aeronavele Iliușin Il-62 și Airbus A310. În anii 1990 TAROM și-a înlocuit flota de Boeing 707 cu trei aeronave noi, de tip (Airbus A310). Una dintre acestea a fost distrusă în accidentul de la Balotești.

### Secolul XXI
Între 2000 și 2003 TAROM a sistat cursele spre Bangkok, Montreal, Chicago, Beijing, New York, Craiova, Tulcea, Caransebeș și Constanța pentru că nu erau rentabile. Anul 2004 a fost primul an care a adus profit companiei din ultimii 10 ani, ca mai apoi începând cu 2007 compania să acumuleze din nou pierderi.

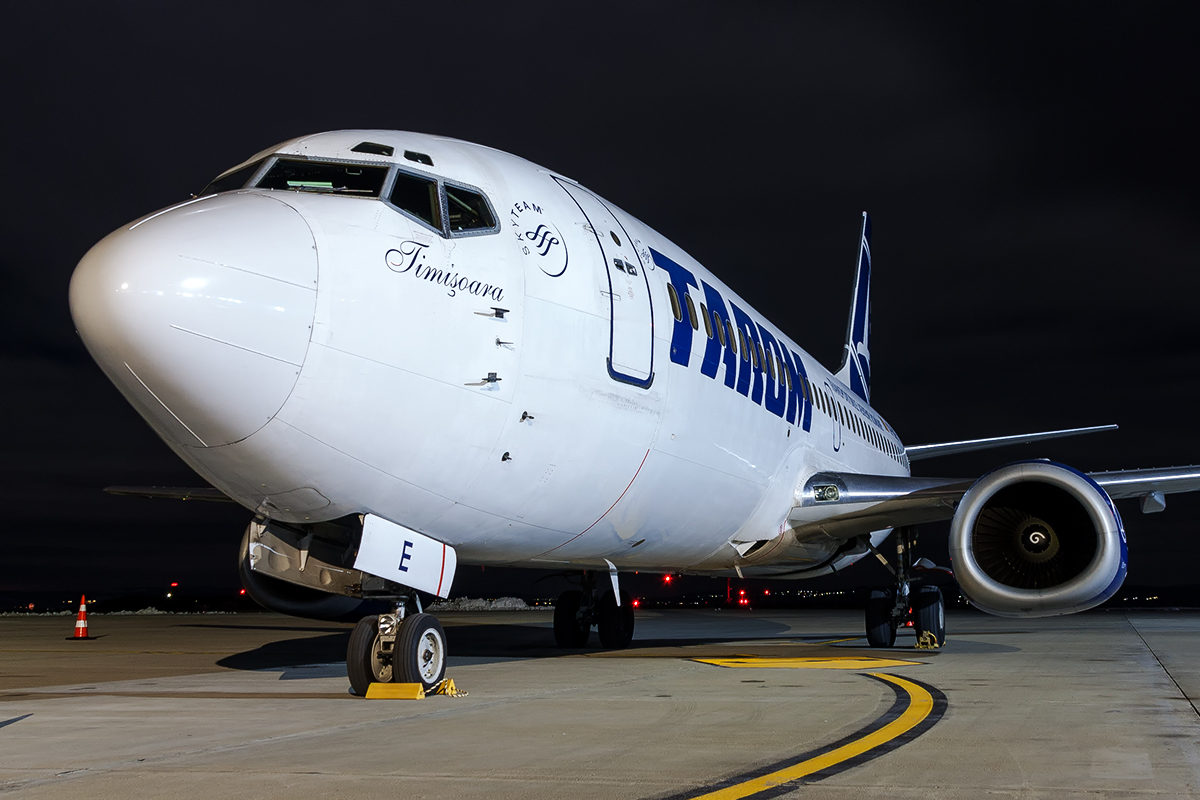
TAROM Boeing 737

## Logo și însemne

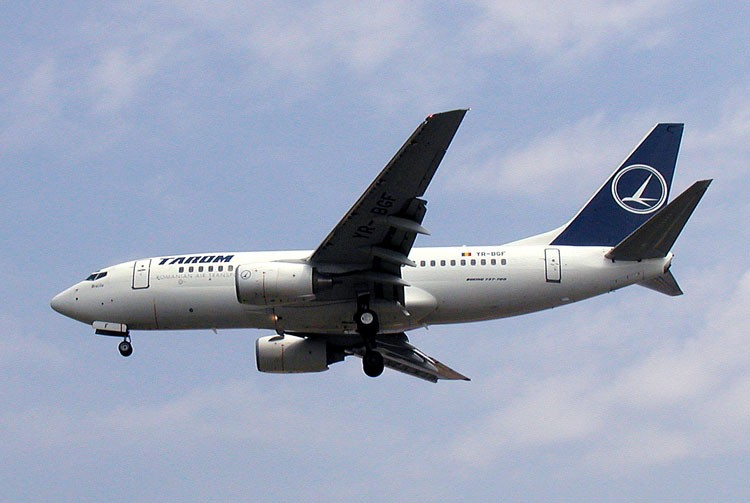
Tarom Logo

Logo-ul TAROM, reprezentând o rândunică în zbor, a fost folosit pe toate avioanele TAROM încă din 1954. Este uneori confundat cu logo-ul similar al LOT Polish Airlines, care are o barză în zbor. În anii '70, logo-ul pe coadă a fost vopsit în roșu, cu o cheatline roșie. Literele introduse la începutul anilor 1990 (pe avionul Airbus A310) reprezintă o schemă generală albă, cu titlurile și coada fină, vopsită în albastru închis. Schema de culori actuală (introdusă în 2006 pe modelul A318) este o versiune ușor modificată a versiunii anterioare, cu o siglă de dimensiuni mari pe coadă, iar păturile de motor au fost de asemenea vopsite în albastru închis.

Logo

Toate avioanele din flota TAROM primesc un "nume de botez" românesc. De exemplu, avioanele Airbus A318 poartă numele pionierilor aviației române, aeronavele Boeing poartă numele orașelor românești, în timp ce avioanele ATR seria 500 din flotă poartă numele râurilor României, iar avioanele ATR seria 600 poartă numele unor piloți de renume din istoria României.
În 2009, marcând aniversarea a 55 de ani, un Boeing 737-700 (YR-BGG "Craiova") a fost pictat într-o schemă de culori retro jet, reprezentând prima literă a companiei aeriene folosită în anii 50 pe avionul Lisunov Li-2.

### Direcția Tehnică TAROM
Divizia Tehnică TAROM oferă servicii de întreținere a aeronavelor pentru întreaga flotă a companiei și pentru flota altor companii naționale și internaționale. Obiectivul departamentului tehnic al TAROM este cel mai bun și cel mai eficient din punct de vedere al costurilor, furnizor de servicii de întreținere pentru aeronavele Boeing 737, ATR 42 și ATR 72 din Europa Centrală și de Est. Serviciile furnizate de departamentul tehnic al TAROM includ lucrări de întreținere neprogramate, lucrări de întreținere programate și lucrări de reparații pentru piese de schimb.

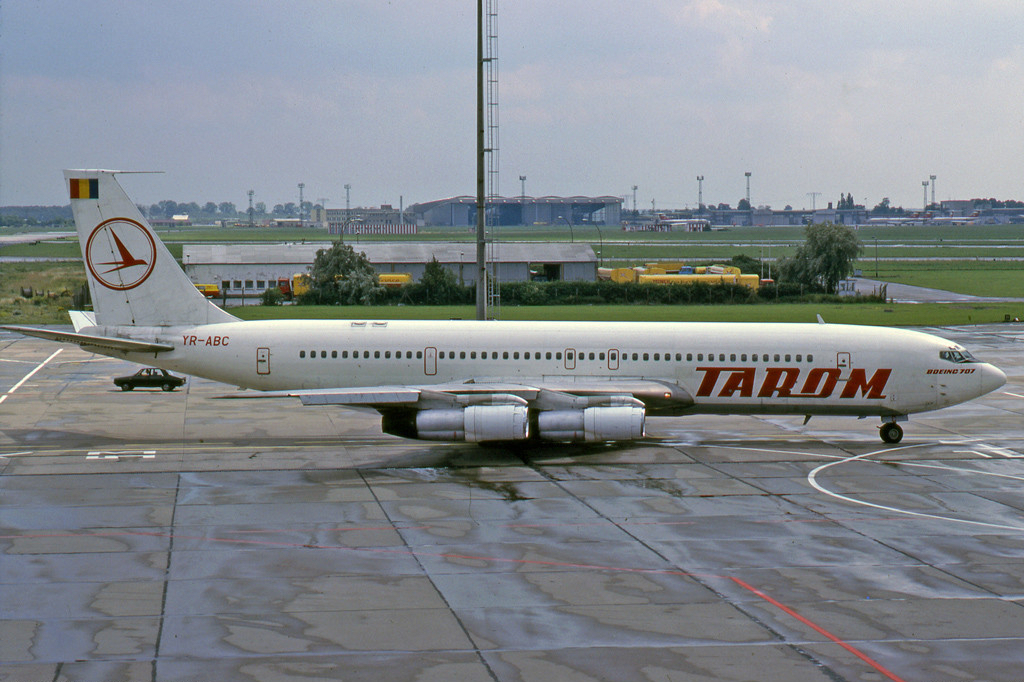
Logo vechi Tarom asupra avionului Boeing 707.

Activitatea majoră de întreținere este efectuată în hangarul departamentului tehnic, construit între 1969 și 1972, cu o suprafață de 6.000 m2 și restaurat în 2000 pentru a se conforma în totalitate EASA (Agenția Europeană pentru Siguranța Aviației) și standardelor FAA (Federal Aviation Administration). Hangarul este echipat pentru a efectua toate tipurile de inspecții pentru flota TAROM, iar personalul este calificat și autorizat pentru toate tipurile de aeronave din flotă. Activitățile de întreținere pentru 3 până la 6 aeronave, în funcție de dimensiune, pot fi efectuate simultan în hangar. Hangarul este echipat cu sistem MERO complet pentru andocare B737.
Cele mai importante capacități de întreținere ale departamentului tehnic TAROM includ servicii complete de întreținere pentru aeronavele Boeing 737 și ATR42 / 72, capacitatea de inspecție tip C pentru aeronavele Airbus A310 și A318, vopsirea totală, curățarea interioară, modificări.
De asemenea, departamentul tehnic oferă spații de depozitare sigure pentru piese de schimb și materiale necesare activității de întreținere, spații dedicate pentru produse chimice, spații dedicate pentru unelte speciale și echipamente de testare, spații de carantină. Departamentul Tehnic TAROM oferă, de asemenea, servicii de transport (ambalare, pregătire de documente, vamă) și servicii de recepție (vamă, dezasamblare și inspecție recepție) pentru diferite substanțe și echipamente.

## SkyTeam
Încă înainte de aderarea României la UE, pentru TAROM s-a pus problema aderării la o alianță, pentru a-și putea minimiza costurile. Având în vedere contactele cu Alitalia (din 1997) și CSA, iar din 2003 și cu Air France, TAROM s-a orientat inițial spre alianța globală Skyteam, din care fac parte prestigioase companii precum Air France sau Delta Airlines. În această situație sponsorul Tarom în cadrul Sky Team urma să fie operatorul italian Alitalia. Alternativa era ca TAROM să adere la Star Alliance, în fiecare din variante existând o serie de avantaje și dezavantaje. Între timp, slăbiciunea Alitalia s-a confirmat.
Din 2008 este posibil să devină membru asociat al Skyteam. Un motiv care împiedică participarea în alianță este parteneriatul cu Austrian Airlines, la care TAROM nu dorește să renunțe, dar care face parte din alianța opusă (Star Alliance). Un alt motiv este slăbiciunea extremă a liniei aeriene Alitalia, care a propus TAROM în Skyteam și, în cazul dispariției Alitalia, intrarea TAROM în Skyteam ar putea avea influențe negative.
Pe data de 7 mai 2008 compania Tarom a anunțat semnarea înțelegerii în urma căreia compania urma să devină membru asociat al SkyTeam, urmând ca procesul să se încheie peste 18 luni de la data semnării. Aderarea TAROM în cadrul alianței SkyTeam a avut loc pe 25 iunie 2010, compania devenind membru cu drepturi depline în urma schimbării sistemului de asociere al alianței.

## Capitalul Social
Capitalul societății TAROM, este împărțit după cum urmează:
| Denumire                                                                           | Cota-Parte |
| ---------------------------------------------------------------------------------- | ---------- |
| Statul Român, reprezentat prin Ministerul Transporturilor                          | 97,17%     |
| Compania Națională "Aeroporturi București" S.A.                                    | 1,48%      |
| Regia Autonomă "Administrația Română a Serviciilor de Trafic Aerian - ROMATSA R.A. | 1,26%      |
| Societatea de Investiții Financiare "Muntenia" S.A.                                | 0,09%      |
| Total                                                                              | 100,00%    |

## Date financiare
| TAROM                           | 2005  | 2006  | 2007  | 2008  | 2009  | 2010  | 2011  | 2012  | 2013  | 2014  | 2015  | 2016  | 2017  | 2018  |
| ------------------------------- | ----- | ----- | ----- | ----- | ----- | ----- | ----- | ----- | ----- | ----- | ----- | ----- | ----- | ----- |
| Cifra de afaceri (milioane EUR) | 220   | 234   | 261   | 257   | 193   | 218   | 279   | 220   | 247   | 258   | 256   | 239   | 221   | 306   |
| Profitul net (milioane EUR)     | 1,1   | 12,3  | 21,8  | −1,7  | −55   | −79   | −58   | −54   | −29,5 | −26   | −6,3  | −10.5 | −37.7 | −27.5 |
| Numărul de angajați             | 2.289 | 2.333 | 2.338 | 2.471 | 2.517 | 2.353 | 2.200 | 2.070 | 2.006 | 1.969 | 1.880 | 1.841 | 1.776 | 1.850 |
| Numărul de pasageri (milioane)  | 1,40  | 1,45  | 1,89  | 1,98  | 1,72  | 2,20  | 2,19  | 2,19  | 2,10  | 2,33  | 2,39  | 2,33  | 2,34  | 2,85  |
| Gradul de încărcare (%)         | 61,0  | 62,3  | 67,2  | 61,9  | 55,6  | 60,9  | 60,6  | 66,0  | 65,9  | 66,0  | 70,0  | 68,1  | 71,6  | 74,0  |
| Numărul de aeronave             | 18    | 20    | 22    | 24    | 26    | 26    | 26    | 24    | 24    | 23    | 23    | 21    | 23    | 25    |

## Rute
TAROM operează în prezent curse regulate spre 27 de destinații din Europa, Asia și Africa.
Mai jos sunt prezentate principalele rute si principalele aeroporturi operationale pentru Tarom în ianuarie 2019.

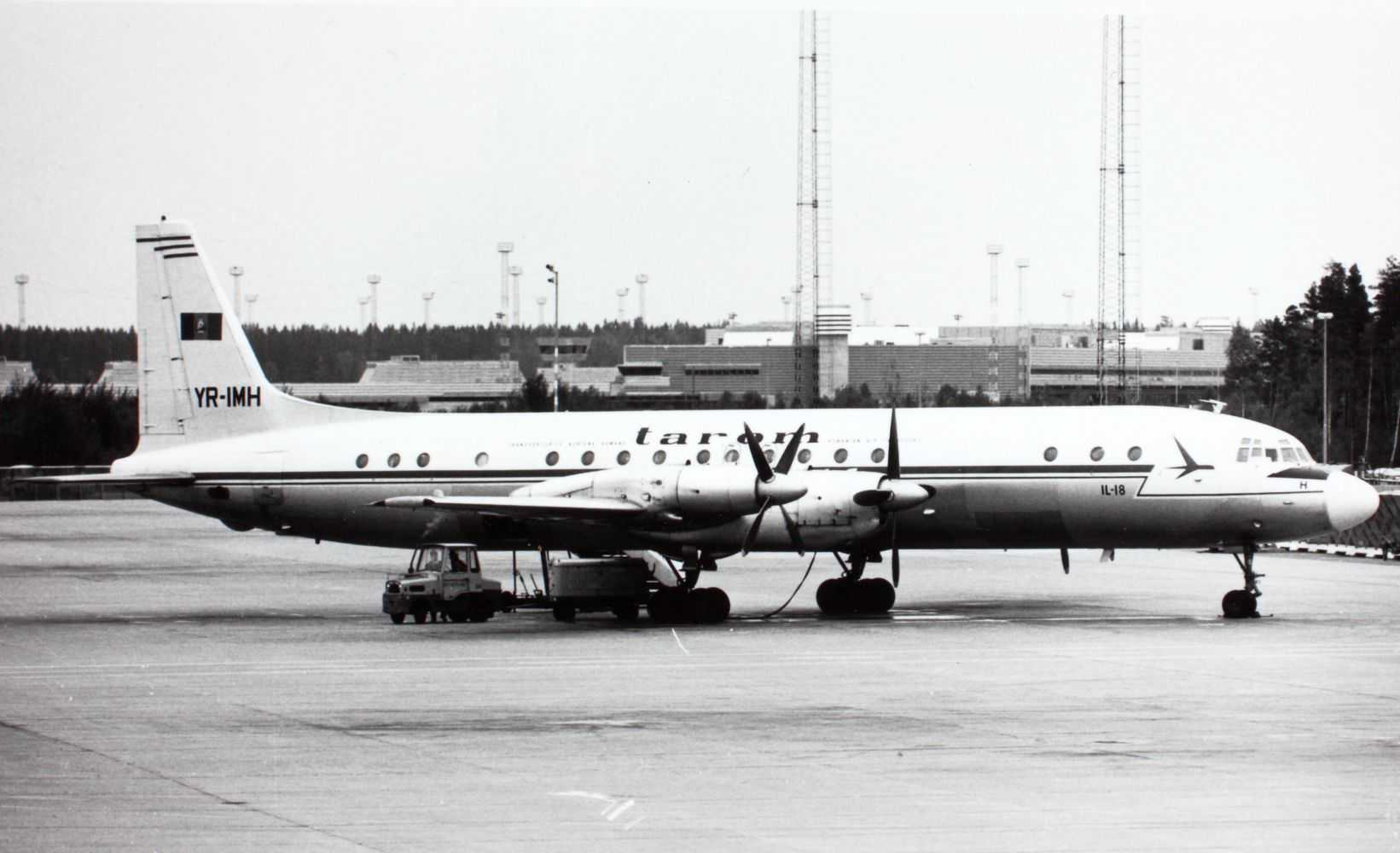
Aeronava YR-IMH, un Iliușin Il-18 care a fost distrus în urma unui accident aviatic în apropiere de Uricani în noaptea de 13 august 1991

### De peAeroportul Internațional Henri Coandă
| Țară                                               | Aeroport |
| AFRICA                                             | AFRICA |
| -------------------------------------------------- | --- |
| Egipt                                              | Cairo - Aeroportul Internațional Cairo |
| ASIA                                               | |
| Azerbaijan                                         | Baku - Aeroportul Internațional Baku Heydar Aliyev - Sezonier |
| Georgia                                            | Tbilisi - Aeroportul Internațional Tbilisi - Sezonier |
| Israel                                             | Tel Aviv - Aeroportul Internațional Ben Gurion |
| Iordan                                             | Amman - Aeroportul Internațional Queen Alia |
| Liban                                              | Beirut - Aeroportul Internațional Beirut–Rafic Hariri |
| EUROPA                                             | |
| Belgia                                             | Bruxelles - Aeroportul Bruxelles |
| Bulgaria                                           | Sofia - Aeroportul Sofia |
| Cipru                                              | Larnaca - Aeroportul Internațional Larnaca - Sezonier |
| Croația                                            | Dubrovnik - Aeroportul Dubrovnik - Sezonier |
| Cehia                                              | Praga - Aeroportul Václav Havel din Praga |
| Franța                                             | Nisa - Aeroportul Nisa Coasta de Azur Lyon - Aeroportul Lyon–Saint Exupéry Paris - Aeroportul Internațional Charles de Gaulle |
| Germania                                           | Frankfurt - Aeroportul Internațional Frankfurt München - Aeroportul München Franz Josef Strauß |
| Grecia                                             | Atena - Aeroportul Internațional Atena Salonic - Aeroportul Internațional „Macedonia” Salonic - Sezonier |
| Italia                                             | Milano - Bergamo - Aeroportul Internațional Bergamo-Orio al Serio - Sezonier Roma - Roma - Aeroportul Roma-Fiumicino |
| Moldova                                            | Chișinău - Aeroportul Internațional Chișinău |
| Olanda                                             | Amsterdam - Aeroportul Amsterdam-Schiphol |
| Regatul Unit al Marii Britanii și Irlandei de Nord | Londra - Aeroportul Luton - Sezonier |
| România                                            | Baia Mare - Aeroportul Internațional Baia Mare Cluj - Aeroportul Internațional Cluj Iași - Aeroportul Internațional Iași Oradea - Aeroportul Internațional Oradea Satu Mare - Aeroportul Internațional Satu Mare Suceava - Aeroportul Internațional Suceava Timișoara - Aeroportul Internațional „Traian Vuia” Timișoara |
| Serbia                                             | Belgrad - Aeroportul Nikola Tesla din Belgrad |
| Spania                                             | Barcelona – Aeroportul Barcelona–El Prat - Sezonier Madrid – Aeroportul Madrid-Barajas Alicante - Aeroportul Alicante - Sezonier |
| Suedia                                             | Stockholm - Aeroportul Stockholm-Arlanda - Sezonier |
| Turcia                                             | Istanbul - Aeroportul Istanbul |
| Ucraina                                            | Odesa - Aeroportul Internațional Odesa - Suspendat din cauza războiului dintre Ucraina și Rusia |
| Ungaria                                            | Budapesta - Aeroportul Budapesta-Ferihegy |
| Statele Unite ale Americii                         | New York - Aeroportul Internațional John F. Kennedy (via Aeroportul Internațional Charles de Gaulle operat de Air France) |

### De peAeroportul Internațional Avram Iancu Cluj
| Țară    | Aeroport                                                                               |
| ------- | -------------------------------------------------------------------------------------- |
| România | Bucuresti - Aeroportul Internațional Henri Coandă Iași - Aeroportul Internațional Iași |

### De peAeroportul Internațional Iași
| Țară    | Aeroport |
| Asia    | Asia |
| ------- | --- |
| Israel  | Tel Aviv - Aeroportul Internațional Ben Gurion |
| Europa  | |
| România | Bucuresti - Aeroportul Internațional Henri Coandă Cluj-Napoca - Aeroportul Internațional Avram Iancu Cluj Timișoara - Aeroportul Internațional „Traian Vuia” Timișoara |

### De peAeroportul Internațional Satu Mare
| Țară    | Aeroport |
| Europa  | Europa |
| ------- | --- |
| România | București - Aeroportul Internațional Henri Coandă Constanța - Aeroportul Internațional Mihail Kogălniceanu Constanța |

### De peAeroportul Internațional Sibiu
| Țară     | Aeroport                                          |
| Europa   | Europa                                            |
| -------- | ------------------------------------------------- |
| Germania | München - Aeroportul München Franz Josef Strauß   |
| România  | București - Aeroportul Internațional Henri Coandă |

### De peAeroportul Internațional Traian Vuia Timișoara
| Țară              | Aeroport                                                                               |
| Europa            | Europa                                                                                 |
| ----------------- | -------------------------------------------------------------------------------------- |
| Franța            | Paris - Aeroportul Internațional Charles de Gaulle (sezonier)                          |
| Republica Moldova | Chișinău - Aeroportul Internațional Chișinău                                           |
| România           | Bucuresti - Aeroportul Internațional Henri Coandă Iași - Aeroportul Internațional Iași |

### Destinații Tarom suspendate
TAROM încearcă să-și dezvolte rutele de zbor, orientându-se asupra aeroporturilor din București (OTP), Timișoara (TSR), Cluj (CLJ) și Iași (IAS).

### Zboruri către SUA

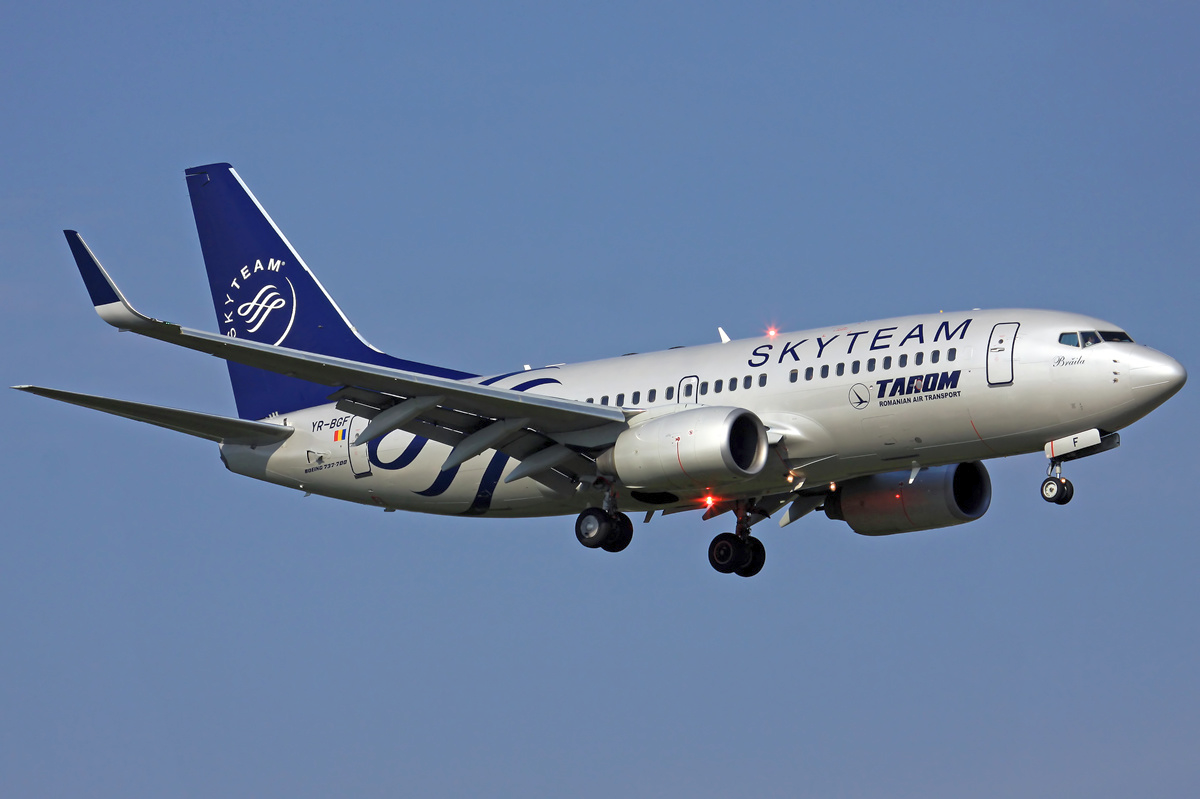
TAROM Boeing 737-700 în SkyTeam livery aterizând pe Aeroportul Bruxelles

Intenția Tarom de a zbura din nou peste ocean naște însă câteva semne de întrebare. Anunțul postat pe site-ul companiei menționează dorința de a închiria aeronave cu o autonomie de 2.500 mile marine, ori distanța până în Statele Unite este mult mai mare. Aceasta înseamnă că Tarom urmează să aibă escale pe aeroporturi din vestul Europei, cum ar fi Paris sau Amsterdam, huburi importante pentru liniile partenere din SkyTeam, AirFrance și KLM.

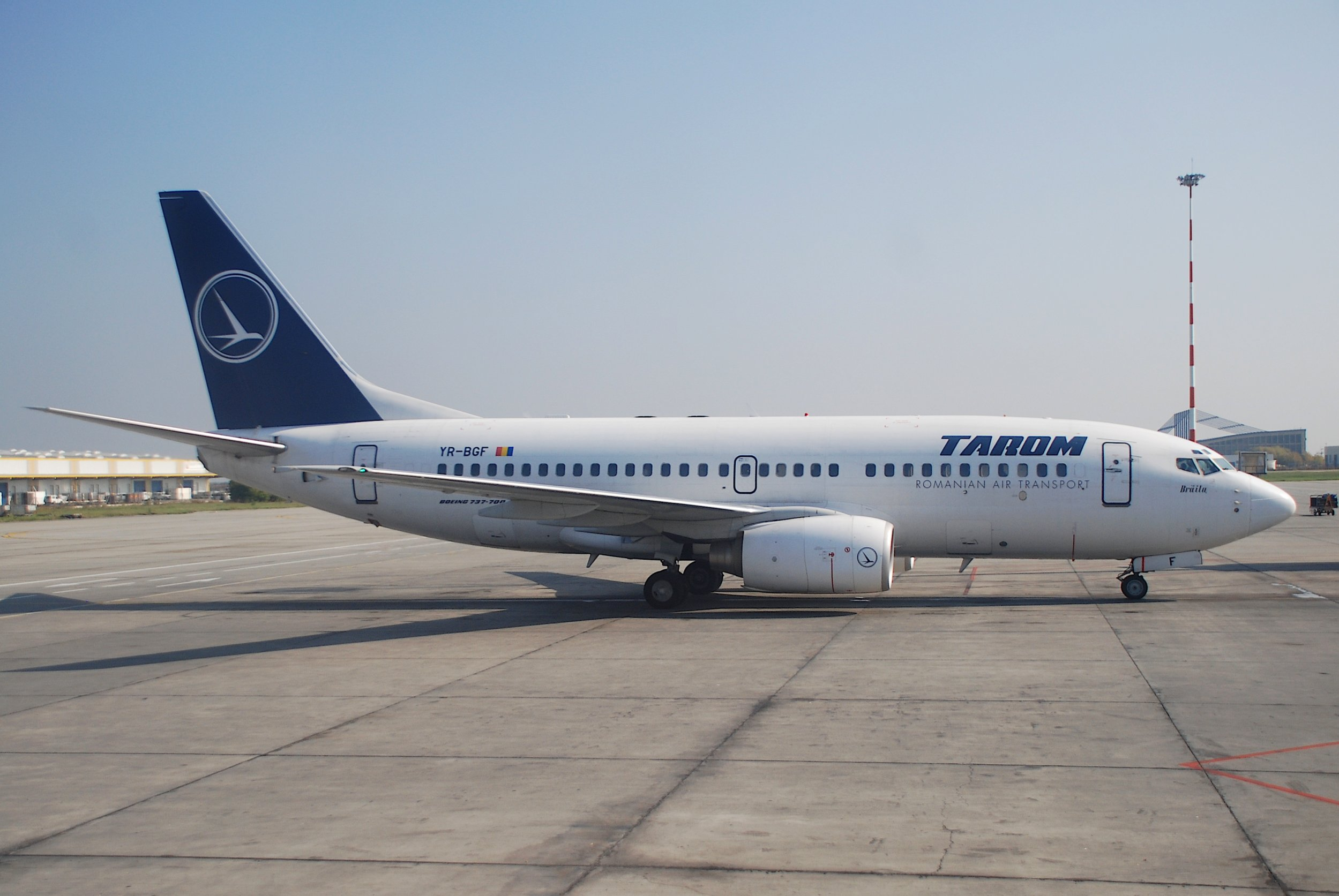
TAROM Boeing 737-78j; (YR-BGF)

În al doilea rând pentru a fi rentabil un zbor transatlantic acesta trebuie să aibă un grad de ocupare spre 90%, în condițiile în care compania are unul din cele mai mici grade de ocupare din Europa, sub 70%.
Gradul mare de ocupare cerut de zborurile transatlantice este cerut de costuri suplimentare ridicate, precum cele privind cazarea echipajului la destinație, tarifele practicate care nu cresc proporțional cu numărul de kilometri ai zborului.

## Flota

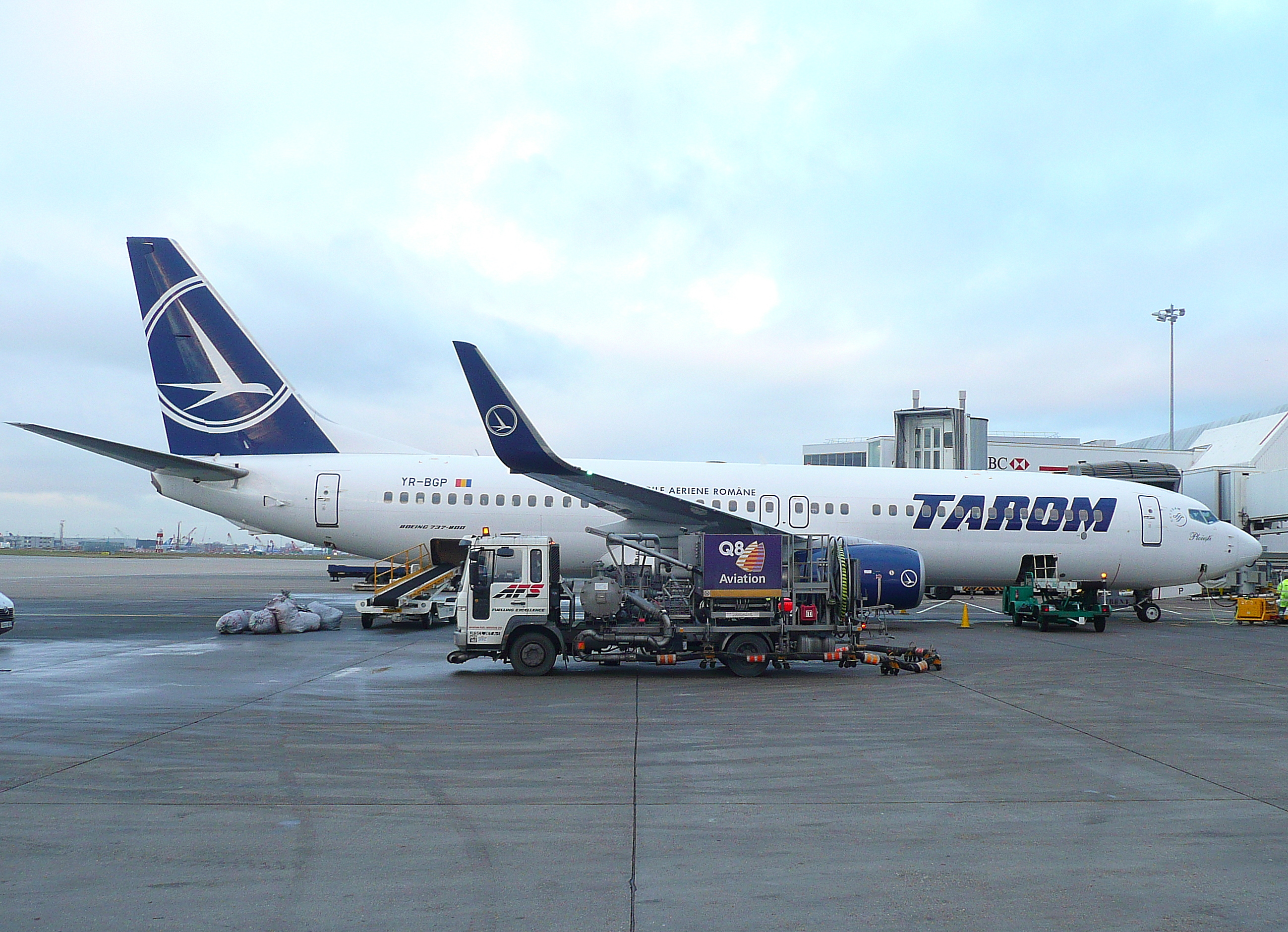
Boeing 737-800 NG

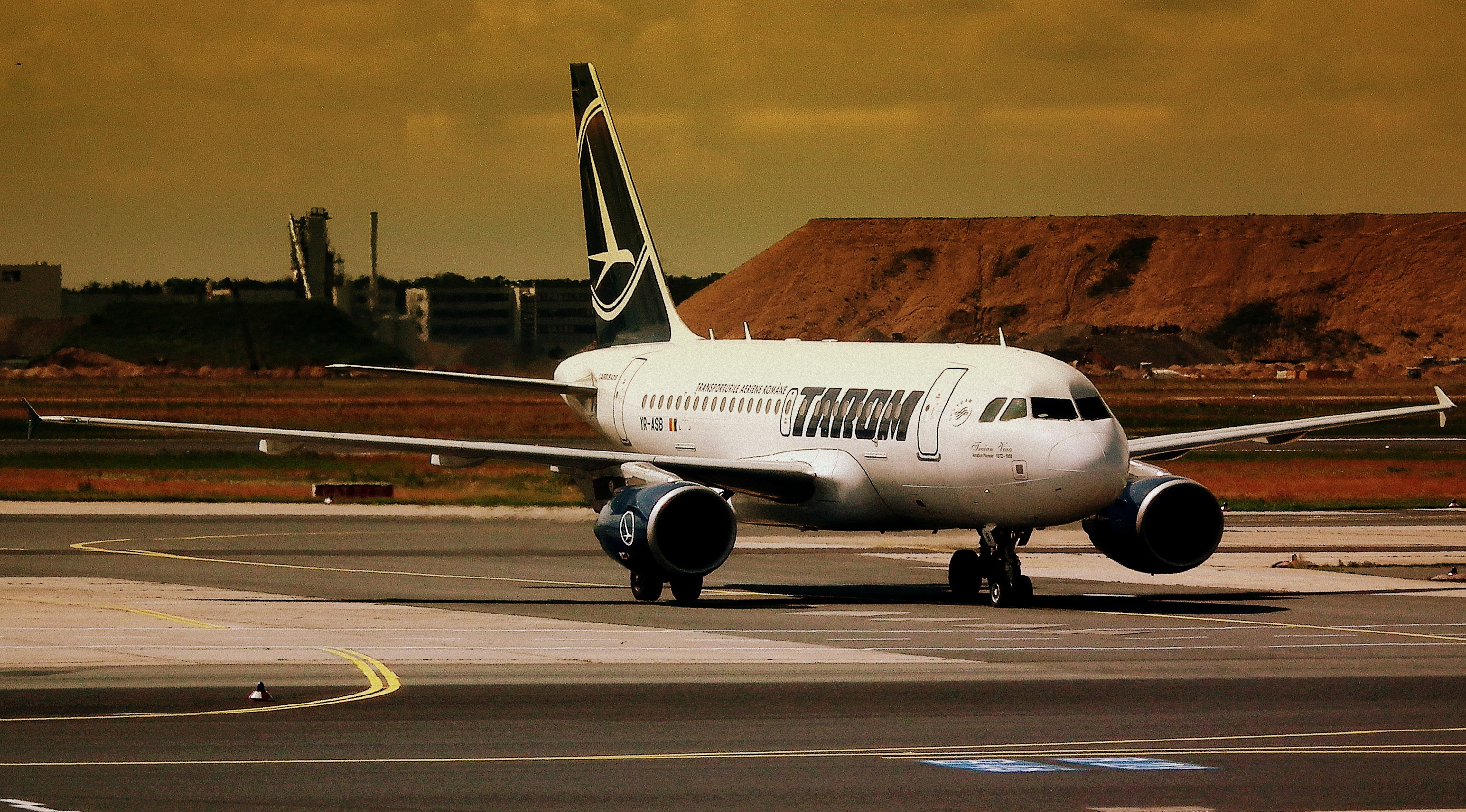
TAROM Airbus A318 la Frankfurt

În 1992 TAROM a demarat un proces intensiv de modernizare a flotei. Două aeronave Airbus A310 au fost achiziționate în 1992, două aeronave Boeing 737 în 1993, iar alte trei în 1994.
Începând cu anul 1998, flota TAROM s-a îmbogățit cu șapte aeronave ATR 42-500 pentru curse interne și regionale, precum și cu alte 4 aeronave Boeing 737.
Finanțarea acestui ambițios program strategic nu a fost o sarcină ușoară: din 1992 TAROM a investit mai mult de 350 de milioane USD în achiziționarea de noi aeronave și echipamente. TAROM intenționează să continue acest proces de modernizare prin achiziția de noi aeronave performante.

TAROM operează în prezent pe zborurile externe și interne cu o flotă compusă din 16 aeronave:

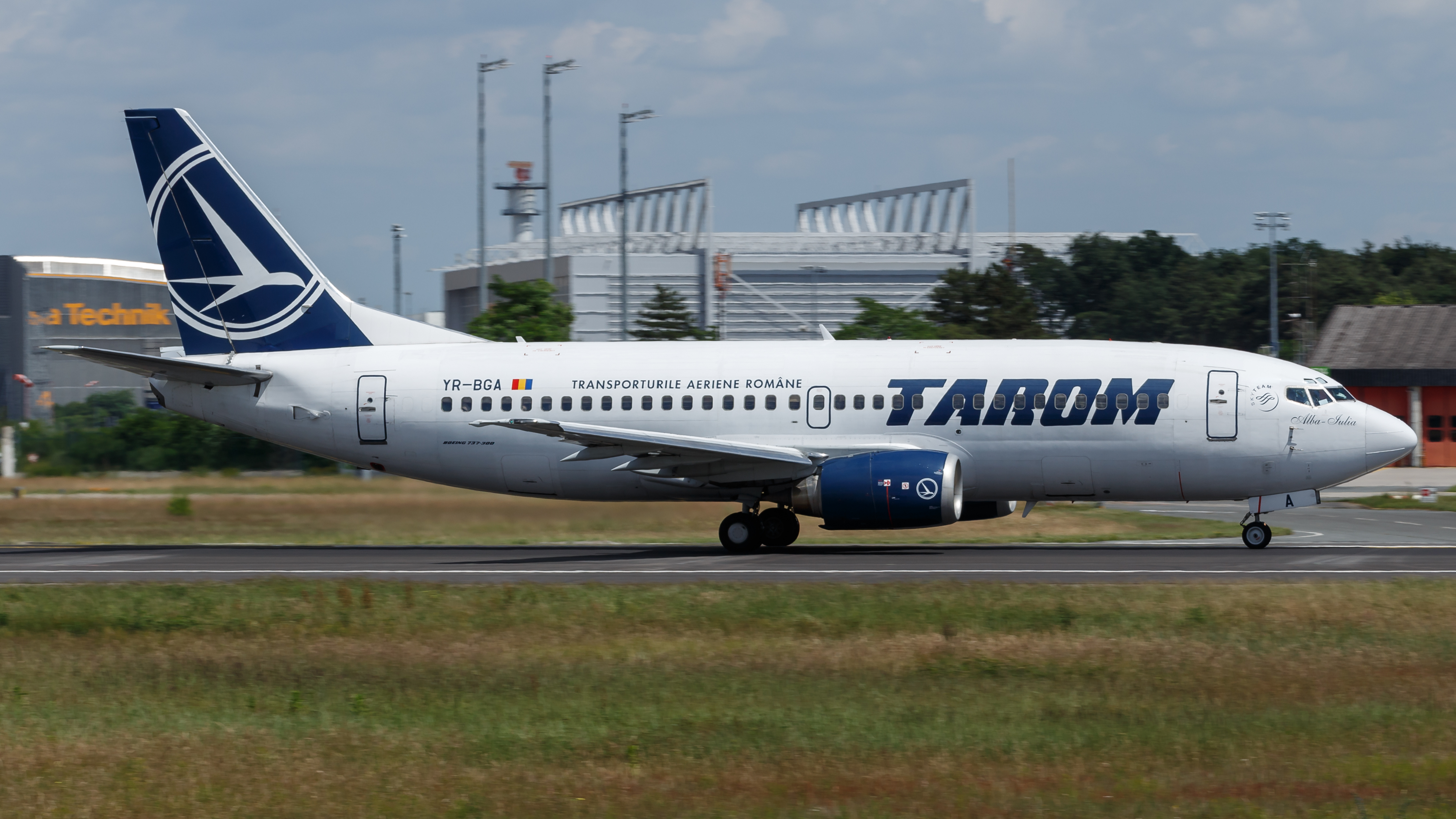
TAROM Boeing 737-300(YR-BGA) la Frankfurt

### Flotă viitoare
Guvernul României a semnat în 2018 un contract privind achiziția a 4 aeronave Boeing 737 MAX 8, în valoare de 586 milioane de dolari. Primele două livrări ar urma să fie făcută în 2025.
În 2019, TAROM a semnat un contract de achiziție în leasing a 9 aeronave ATR 72-600 din partea Nordic Aviation Group. Primele 4 aeronave au fost livrate companiei aeriene în februarie/martie 2020. Ulterior, TAROM a decis să modifice comanda, renunțând la 2 aeronave.
În prezent, compania aeriană poartă negocieri cu Air Lease Corporation pentru preluarea în leasing a până la 8 aeronave Boeing 737 MAX-8.

### Flota scoasă din funcțiune[40][41]
| Avioane         | Înmatriculare                                                                       | Introducere                                                 | Retragere                                                      | Observații |
| --------------- | ----------------------------------------------------------------------------------- | ----------------------------------------------------------- | -------------------------------------------------------------- | --- |
| Airbus A310     | YR-LCA YR-LCB                                                                       | 1993                                                        | 2016                                                           | Scoase din uz pentru a doua oară (inițial retrase la începutul anilor 2000), reintroduse în flotă din 2007, retrase pentru a doua oară în septembrie, respectiv octombrie 2016. Vândute cu 5,5 milioane de dolari în mai 2018 către Armenya Airways |
| Airbus A310     | YR-LCC                                                                              | 1993                                                        | 1995                                                           | Aeronava s-a prăbușit, pe 31 martie 1995, lângă Balotești. Aparatul a fost preluat în leasing, iar predecesorul acestuia a raportat probleme referitoare la un motor, cauză a incidentului. |
| Airbus A318-111 | YR-ASB YR-ASC YR-ASD YR-ASA                                                         | decembrie 2006 decembrie 2007 decembrie 2007 noiembrie 2006 | noiembrie 2023 septembrie 2022 26 iulie 2024 21 noiembrie 2024 | |
| Antonov An-24   | YR-AMA YR-AMC YR-AMD YR-AMF YR-AMT YR-BMA YR-BMC YR-BMD YR-BMJ YR-BML YR-BMN YR-BMO | 1971 1972 1967 ? 1975 1977 ?                                | 1971 1976 1974 1986 1970 ? 1982 1989 ?                         | Aeronava YR-AMA s-a prăbușit pe 15 noiembrie 1971 în apropierea Aeroportului Otopeni Aeronava YR-AMC a fost avariată pe 9 februarie 1976 la Aeroportul Bacău Aeronava YR-AMD s-a prăbușit pe 29 decembrie 1974 în Munții Lotrului Aeronava YR-AMF a fost distrusă pe 5 septembrie 1986 la Aeroportul Cluj Aeronava YR-AMT s-a prăbușit pe 4 feburarie 1970 în Munții Vlădeasa Aeronava YR-BMD a fost distrusă pe 25 ianuarie 1982 la Aeroportul Constanța Aeronava YR-BMJ s-a prăbușit pe 28 decembrie 1989 la Vișina |
| ATR 42-300      | YR-ATX                                                                              | 1997                                                        | 2003                                                           | |
| ATR 42-300      | YR-ATY                                                                              | 1997                                                        | 1999                                                           | Sub închiriere de la Trans World Express |
| ATR 42-500      | YR-ATA YR-ATB YR-ATC YR-ATD YR-ATE YR-ATF YR-ATG                                    | 1998-2000                                                   | 2019                                                           | |
| BAC One-Eleven  | —                                                                                   | 1968                                                        | 1994                                                           | Prin Aero Asia. |
| Boeing 707      | YR-ABA YR-ABB YR-ABC YR-ABD                                                         | 1957                                                        | 1979                                                           | YR-ABD a deservit drept aeronavă prezidențială până în 2010. După retragere, aeronavele au continuat să fie operate de către Romavia. |
| Boeing 737-300  | YR-BGA YR-BGB                                                                       | Oct 1993                                                    | 2021                                                           | |
| Boeing 737-300  | YR-BGC                                                                              | Noi 1994                                                    | 30 dec 2007                                                    | Aeronava a fost avariată în timpul zborului 3107. Compania aeriană TAROM nu și-a asumat reparația aeronavei și a preferat să o retragă din serviciul comercial. |
| Boeing 737-300  | YR-BGD YR-BGE                                                                       | Noi 1994                                                    | 8 noi. 2021                                                    | |
| Boeing 737-500  | YR-BGT                                                                              | 2000                                                        | ?                                                              | Închiriat de la Estonian Air pentru 1 an. |
| Boeing 737-500  | YR-BGZ                                                                              | 1999                                                        | ?                                                              | Închiriat de la Estonian Air pentru 1 an. |
| DC-10           | OO-JOT                                                                              | 15 mai 1995                                                 | 31 octombrie 1995                                              | Închiriat pentru 4 luni. |
| Iliușin Il-14   | ?                                                                                   | ?                                                           | ?                                                              | Prin anii '70, datele fiind incerte. |
| Iliușin Il-18   | YR-IMM YR-IMZ                                                                       | după anii '90                                               | ?                                                              | Au făcut parte din flota prezidențială |
| Iliușin Il-62   | ?                                                                                   | ?                                                           | ?                                                              | |
| ROMBAC 1-11     | YR-BRA YR-BRB YR-BRC YR-BRD YR-BRE YR-BRF YR-BRG YR-BRH YR-BRI                      | 1983                                                        | 1990                                                           | Fabricate de Romaero. Inițial programate 80 de avioane - au fost fabricate 9 unități plus două neterminate. Din cauza zgomotului ridicat produs, au fost restricționate operațiunile cu acest tip de avion, pe teritoriul Europei. Aeronavele au fost vândute, dar nimic nu se mai știe de majoritatea acestora. Alte câteva sunt garate pe Aeroportul Henri Coandă. |

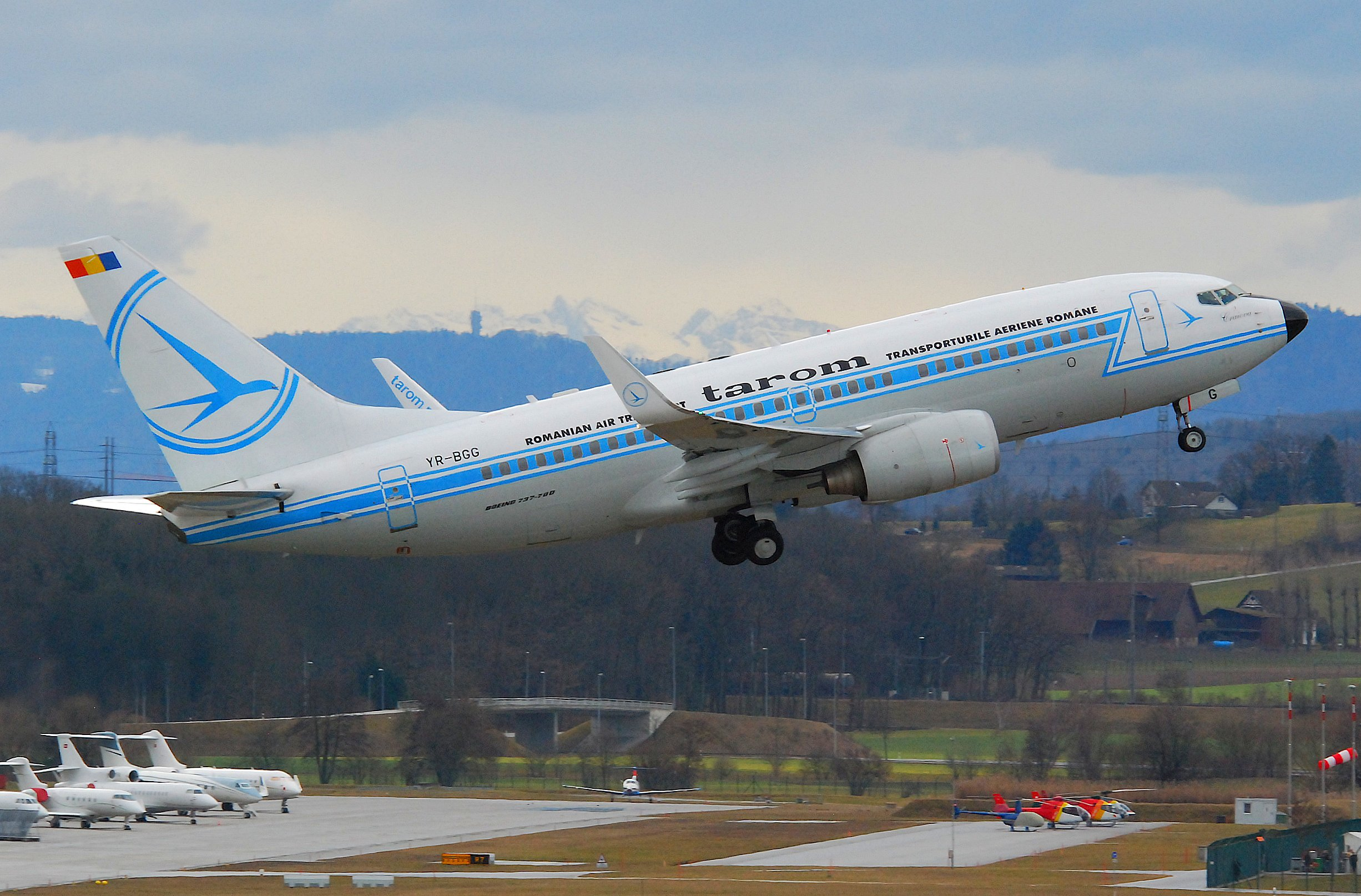
TAROM Boeing 737-78J (YR-BGG)

| Lisuniv Li-2    | YR-TAT                                                                              | anii 1960                                                   | -                                                              | |
| Tupolev Tu-154  | YR-TPA YR-TPB YR-TPC YR-TPD YR-TPE YR-TPF YR-TPG YR-TPH YR-TPI YR-TPJ YR-TPK YR-TPL | aprilie 1976                                                | iunie 2001                                                     | |

## Incidente și accidente
Pe 4 noiembrie 1957, un avion TAROM Iliușin Il-14, înregistrat YR-PCC, care opera un zbor administrativ internațional de la București la Moscova, s-a prăbușit în apropierea pistei Aeroportului Vnukovo, iar patru din cele 16 persoane de la bord au decedat. Aeronava se apropia de Aeroportul Vnukovo, când pilotul a observat că avionul era prea jos, dar aeronava și-a continuat coborârea până când a lovit vârfurile copacilor și apoi s-a prăbușit. Aeronava transporta la Moscova, la cea de-a 40-a aniversare a Revoluției din Octombrie, pe conducătorii români Chivu Stoica, Grigore Preoteasa, Alexandru Moghioroș, Ștefan Voitec, Nicolae Ceaușescu, Leonte Răutu și Marin Năstase. Preoteasa, care aparent nu purta o centură de siguranță, și alți trei membri ai echipajului sovietic și-au pierdut viața.
Pe 24 februarie 1962, o aeronavă Iliușin Il-18V înmatriculată YR-IMB, care opera un zbor internațional planificat de la Aeroportul Otopeni către Tel Aviv prin Nicosia, a pierdut funcționarea tuturor celor patru motoare și a aterizat forțat. În timp ce se deplasa la 7000 de metri peste Marea Mediterană și 43 de mile în larg, motorul numărul 3 a cedat, urmat de curând de numărul 1 și 2. Apoi, la 3000 de metri altitudine și 27 de mile de țărm, motorul 4 a cedat. Toți cei 100 de ocupanți au supraviețuit. Aeronava a fost transportată la Moscova pentru reparații, dar nu a reintrat niciodată în serviciu.
Pe 9 octombrie 1964, un Iliușin Il-14, înregistrat YR-ILB, care opera un zbor intern programat din Timișoara spre București, s-a destrămat în aer și s-a prăbușit la 2 km sud de Cugir, toate cele 31 de persoane la bord murind. Aeronava a zburat într-un zăngănit puternic; pilotul a încercat să mențină altitudinea, dar acest lucru a făcut ca fuselajul să fie mult prea stresat și să se rupă.
Pe 4 februarie 1970, zborul TAROM 35, operat cu Antonov An-24 înmatriculat YR-AMT, operând un zbor intern zbor între București și Oradea, a lovit vârful Muntelui Vlădeasa, omorând 20 din 21 de persoane la bord. Aeronava a început să coboare într-o vizibilitate slabă până când a lovit vârfuri de copac pe o parte a muntelui, după care a lovit panta unui al doilea munte. Aeronava fusese închiriată de la Guvernul Român.
Pe 29 decembrie 1974, un avion Antonov An-24, înregistrat de YR-AMD, care opera pe un zbor intern programat de la București la Sibiu, s-a prăbușit în zona Munților Lotrului (la 22 km sud de Sibiu) la o altitudine de 1.700 m, când au murit toți cei 28 pasageri și 5 membri ai echipajului. Cauza a fost executarea greșită a procedurii de apropiere, care a condus la deplasarea spre sud a aeronavei cu 20 km față de cursul stabilit, în timp ce vântul genera turbulențe în creștere.
Pe data de 7 august 1980, un Tupolev Tu-154B-1 înregistrat YR-TPH, operând un zbor internațional planificat de la Aeroportul Otopeni către Aeroportul Nouadhibou, Mauritania, a căzut în apă, la 300 m de pista de pe Aeroportul Nouadhibou. Echipajul nu a putut vedea pista în timp ce cobora de la înălțimea de decizie de 90 m. O procedură de aterizare ratată a fost inițiată atunci când pilotul a simțit contactul cu ceea ce credea că a fost pista, dar care era de fapt apa. Toți cei 152 de pasageri și 16 membri ai echipajului au supraviețuit impactului, dar un pasager a suferit un atac de cord și a murit înainte de a putea fi salvat. Majoritatea pasagerilor erau marinari care urmau să înlocuiască echipajul a două nave românești situate pe coasta mauritană. Mulți pasageri au înotat până la mal, în timp ce rechinii au fost ținuți departe de vibrațiile unui motor care a continuat să funcționeze câteva ore după accident.
Pe 5 septembrie 1986, un Antonov An-24 înregistrat YR-AMF, care opera un zbor intern planificat de la Aeroportul București Băneasa a atins pista cu prima roată în timp ce aterizat pe aeroportul din Cluj-Napoca. Un incendiu a izbucnit, ucigând trei membri ai echipajului care au fost prinși în cabină. Ceilalți doi membri ai echipajului și toți cei 50 de pasageri au supraviețuit.
Pe 28 decembrie 1989, în timpul Revoluției din România, un Antonov An-24 care zbura de la București la Belgrad, avându-l ca pasager pe jurnalistul Ian Parry s-a prăbușit la Vișina, Dâmbovița. Una din ipoteze ar fi că avionul a fost lovit de o rachetă antiaeriană. Toți oamenii de la bord (șase membri ai echipajului și pasagerul) au murit.
Pe 24 septembrie 1994 zborul TAROM 381, un avion Airbus A310 înregistrat YR-LCA, care opera zborul de la București către Paris Orly, a intrat într-o poziție verticală. Echipajul a încercat să contracareze sistemul de control de zbor al aeronavei, dar nu a reușit să readucă avionul la orizontală. Martorii au văzut că aeronava a urcat cu o atitudine extremă în față, apoi s-a lăsat brusc spre stânga, apoi dreapta, urmat de căderea abruptă. Doar atunci când căderea a produs viteză suplimentară, echipajul a fost capabil să recupereze zborul. O investigație a constatat că acțiunile căpitanului au provocat tranziția la schimbarea nivelului de zbor. Motoarele au accelerat puternic, iar atitudinea avionului a crescut. Încercarea echipajului de a redresa avionul nu a avut succes, iar căderea rezultată a adus aeronava de la o înălțime de 4.100 ft din timpul blocării la 800 ft, când echipajul a reușit să preia din nou controlul aparatului. Aeronava a aterizat în siguranță după o a doua încercare. La bord erau 186 de persoane.
Pe 31 martie 1995, un avion TAROM Airbus A310, care funcționa ca zborul 371, s-a prăbușit lângă Balotești din cauza unei defecțiuni a drosselurilor și a lipsei de recuperare din partea echipajului de zbor. Toți cei 49 de pasageri și 11 membri ai echipajului si-au pierdut viața.
Pe 30 decembrie 2007 zborul 3107 TAROM, operat cu Boeing 737-300 (YR-BGC "Constanța"), a lovit o mașină pe pistă la Aeroportul Internațional Henri Coandă în timp ce decola spre Sharm el-Sheikh. Aeronava s-a oprit lângă pistă și a fost grav avariată. Niciunul dintre pasageri nu a fost rănit. Din cauza ceții, nici turnul, nici piloții nu au văzut mașina aparținând personalului care repara un far de pe pistă.
Pe 9 iulie 2019, o aeronavă TAROM de tip ATR 42-500, înmatriculată YR-ATF, care efectua zborul 638 pe ruta Satu Mare - București, a suferit la aterizare o explozie a pneurilor trenului de aterizare principal, acesta fiind avariat. Niciun pasager nu a fost rănit, iar traficul pe Aeroportul Otopeni nu a fost perturbat. Pe 11 septembrie, concluzia rezultată din ancheta internă a relatat că la momentul aterizării frâna de parcare ar fi fost armată, roțile fiind blocate, rulajul pe pistă neefectuându-se. De asemenea, una dintre cauzele accidentului ar fi și vechimea aeronavelor, care au fost retrase și înlocuite treptat între 1 octombrie 2019 și 31 decembrie 2020. 
Pe 24 martie 2023, o aeronavă TAROM de tip Boeing 737-800 înmatriculată YR-BGL care efectua zborul 156 pe ruta Tel-Aviv - București a aterizat de urgență pe aeroportul din Istanbul. Potrivit surselor, echipajul ar fi primit „un avertisment referitor la existența unei bombe la bord”. După investigații, avertismentul s-a declarat a fi fals. Niciun pasager nu a fost rănit. Pasagerii și-au continuat drumul spre destinație după 12 ore.